# المديرية العامة للمخابرات
المديرية العامة للمخابرات (بالبشتوية: د استخباراتو عمومي ریاست)‏ هي وكالة الاستخبارات التابعة لإمارة أفغانستان الإسلامية تحت حكم حركة طالبان.